# Atei
Atei is een Portugese plaats (freguesia) in de gemeente Mondim de Basto. De plaats heeft een oppervlakte van 24,31 km2 en telt 1.352 inwoners (2011).
De bevolkingsdichtheid is 55.6 inwoners per km2. Het was de hoofdplaats van de gemeente van 1514 tot aan het begin van de 19de eeuw. Vanaf de negentiende eeuw was er enkel nog de zetel van de plaats (fregesia) gevestigd. In 1801 waren er 1.171 inwoners.
Atei is een erkend wijnbouwgebied van Vinho Verde. De wijnen Quinta D'onega, Plainas de Quiaba en Casa Encosta da Travessa worden hier geproduceerd.